# Vintersorg
Vintersorg est un groupe de black metal folklorique suédois, originaire de Skellefteå. Le groupe porte le pseudonyme de son compositeur et chanteur principal, Andreas Hedlund. Hedlund chante également dans les groupes Otyg, Borknagar, Havayoth, Fission, Cronian, et Waterclime.

## Biographie
Le groupe est initialement formé en 1994 sous le nom Vargatron (littéralement « Le trône du loup »). Le but était alors d'intégrer au black metal des éléments inédits : chant clair et guitare acoustique notamment. Les textes, écrits en suédois, s'inspirent d'heroic fantasy, de mythologie, de nature, du cosmos. Vintersorg signifie « chagrin d'hiver », mais le nom est choisi d'après une série de romans de Margit Sandemo, Isfolket, dans lequel Vintersorg est le fils d'un grand chef païen.
M. Vintersorg écrit tout, musique et paroles. La composition du groupe est fluctuante, certains musiciens ne comprenant pas la démarche, d'autres étant trop occupés par ailleurs. Après l'enregistrement d'une démo durant l'été 1996, M. Vintersorg décide de continuer l'aventure tout seul, donnant son nom au projet. Désormais, il s'occupera de tout : chant, guitare, basse, et claviers. Durant l'été 1998, il enregistre Hedniskhjärtad, un mini-album (ou (EP) sorti chez Napalm Records. La même année sort Till Fjälls. L'album Ödemarkens son sort l'année suivante. Il comporte des influences folk plus prononcées, avec des textes très orientés sur la nature. Avec Cosmic Genesis en 2000, Vintersorg fait encore évoluer son style, vers des atmosphères plus progressives et expérimentales, intégrant également plusieurs styles de chant. Les textes sont désormais écrits en anglais, et commencent à aborder des thèmes plus philosophiques, métaphysiques, astronomiques et astrologiques. Dans le livret de Cosmic Genesis, Vintersorg remercie d'ailleurs Carl Sagan. Pour réaliser cet album, M. Vintersorg fait appel à un ami guitariste Mattias Marklund. Il restera comme membre à part entière du groupe, même si M. Vintersorg continue à tout composer.
En février 2002, le groupe travaille sur son nouvel album Visions from the Spiral Generator, qui propose un style encore plus progressif. Vintersorg affiche une volonté de proposer une musique plus mélodique en conservant l'énergie du metal, mais passant par d'autres moyens que la simple vitesse et force de frappe. Les textes sont désormais entièrement dédiés au cosmos, des mathématiques en passant par la physique. Des musiciens extérieurs sont une fois encore invités à participer à l'album, comme Steve DiGiorgio (basse) ou Asgeir Mickelson (batterie) du groupe Borknagar. Cet album connait un succès important dans le milieu du rock progressif. Toujours en 2002, le groupe joue au Play Popstad Festival, organisé en Suède le 9 février, aux côtés d'Entombed.
En janvier 2004, Vintersorg est confirmé pour le Dong Open Air, organisé les 16 et 17 juillet à Neukirchen-Vluyn, en Allemagne.
Au début de 2012, le groupe neuvième album, Orkan le 29 juin au label Napalm Records. Le 8 juillet 2014 sort leur nouvel album studio, intitulé Naturbål, en Amérique du Nord via Napalm Records. La couverture de l'album est réalisée par Kris Verwimp. Avant ça, le groupe publie en mai le clip de sa chanson Lågornas rov issue de l'album. Ils annoncent la même année, la réédition de leur premier album, Till Fjälls, en format vinyle.

## Membres

### Membres actuels
- Andreas Hedlund (Vintersorg) : composition, chant, guitare, clavier (depuis 1994)
- Mattias Marklund – guitare (depuis 1998)[1]
- Simon Lundström – basse (depuis 2015)[1]

### Membres invités
- Benny Hägglund – batterie (2000-2004)[1]
- Vidvandre – clavier (2000)[1]
- Andreas Stenlund  – guitare (2001-2002)[1]
- Nils Johansson – clavier (2001-2003)[1]
- Tyr – basse, chœurs (2003-2004)[1]
- Markus Sundquist – clavier (2003-2004)[1]
- Johan Lindgren – basse (2004)[1]

## Discographie

### Albums studio
- 1998 : Till Fjälls
- 1999 : Ödemarkens son
- 2001 : Cosmic Genesis'
- 2002 : Visions from the Spiral Generator
- 2004 : The Focusing Blur
- 2007 : Solens Rötter
- 2011 : Jordpuls
- 2012 :  Orkan
- 2014 : Naturbal
- 2017 : Till Fjälls Del II

### EP
- 1998 : Hedniskhjärtad